# James Connolly (Gewerkschafter)

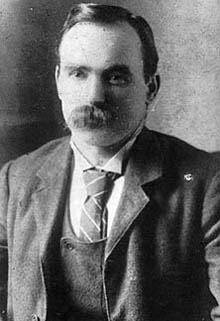
James Connolly

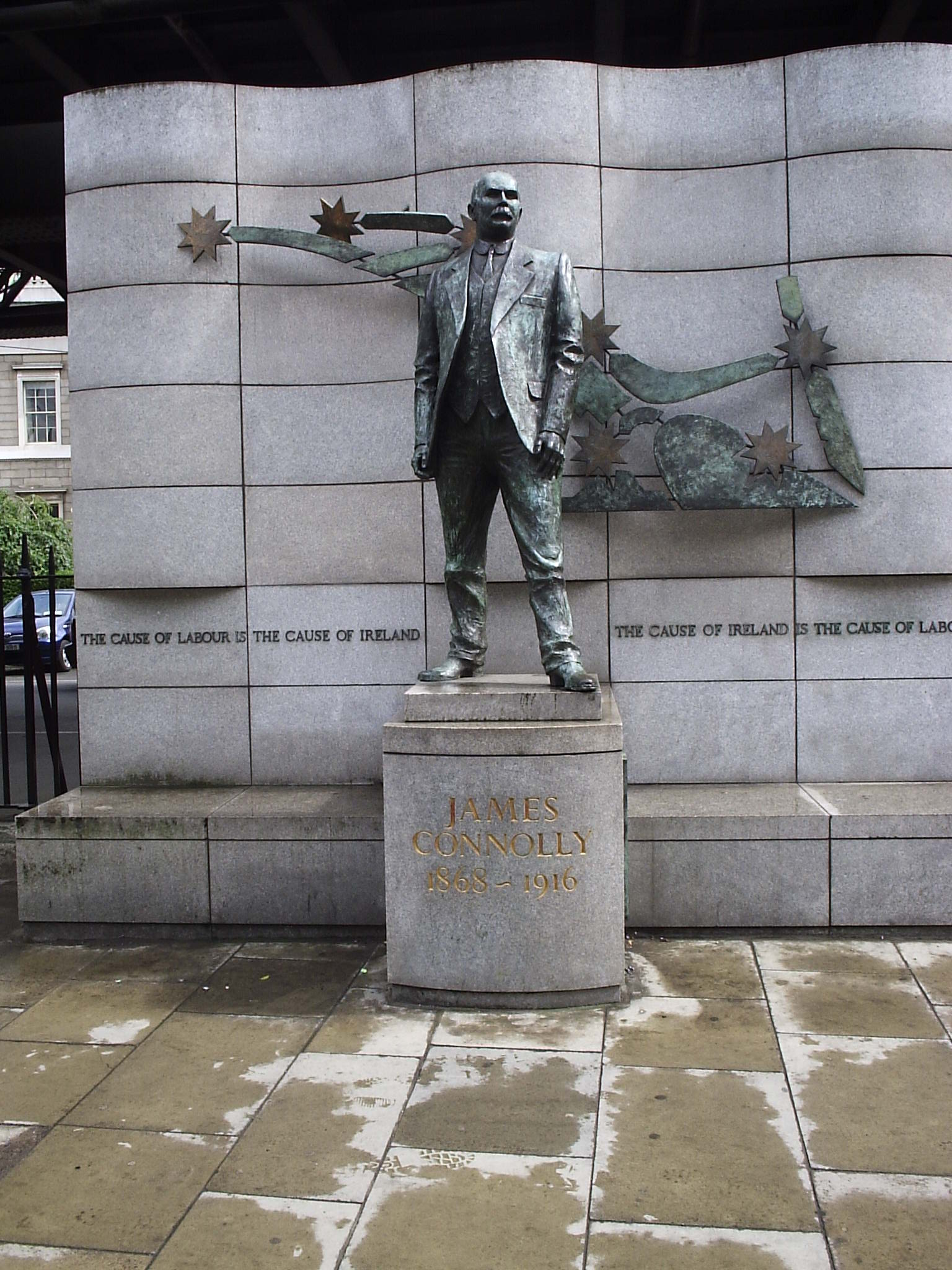
Statue von James Connolly in Dublin

James Connolly (irisch Séamus Ó Conghaile; * 5. Juni 1868 in Edinburgh; † 12. Mai 1916 in Dublin) war ein irischer Gewerkschafter, marxistischer Sozialist, Theoretiker und Revolutionär. Connolly wird heute sowohl von Sozialisten, Gewerkschaftern als auch irischen Republikanern als ein Vorkämpfer geehrt. Er wurde nach dem Scheitern des Osteraufstands 1916 als Anführer der Irish Citizen Army von britischen Besatzern in Dublin hingerichtet. Connolly lebte von 1903 bis 1910 in den USA, wo er sowohl in der Arbeiterbewegung als auch in der irischen Gemeinde Spuren hinterließ. Connollys Muttersprache war Englisch; trotz seiner früh abgebrochenen Schulausbildung sprach er Französisch, Italienisch, Esperanto und etwas Irisch. Er engagierte sich auch für die Wiederbelebung des Irischen.

## Leben
James Connolly wurde in Edinburgh, Schottland, als Sohn irischer Einwanderer geboren. Mit elf Jahren verließ er die Schule, um zu arbeiten. Trotz – oder wegen – dieses Starts ins Leben wurde er einer der führenden linken Theoretiker seiner Zeit. Mit 14 Jahren trat Connolly der Britischen Armee bei und wurde in Dublin stationiert. Dort lernte er auch seine spätere Frau kennen. Im Jahr 1889 quittierte er den Dienst und baute die Irish Socialist Republican Party (ISRP) auf. Während seiner Aktivität als Sozialist in England gehörte er zu den Mitbegründern der Socialist Labour Party, die sich 1903 von der British Socialist Party abspaltete. 

### In den Vereinigten Staaten
Als Gastredner der Socialist Labor Party of America bereiste James Connolly 1902 die USA. Seine Ansprachen zogen zahlreiche Irischstämmige an. Ein Jahr später kehrte er als Emigrant in die USA zurück. Er lebte mit seiner Frau und den Kindern Nora und Ina zunächst in Troy, New York (in der Ingalls Avenue 55), ab 1905 in Newark, New Jersey. Ab 1906 war er sowohl in der SLP als auch der Gewerkschaft Industrial Workers of the World aktiv. Er war ein wichtiger Protagonist in der Auseinandersetzung mit dem einflussreichen amerikanischen Marxisten Daniel De Leon. Aufgrund persönlicher wie inhaltlicher Kontroversen mit De Leon verließ Connolly im Jahre 1907 die SLP und trieb den Ausschluss der Anhänger De Leons aus der IWW im Jahre 1908 voran. 1907 gründete Conolly in New York die Irish Socialist Federation und redigierte deren Journal „The Harp“. Als er die Redaktion der Harp 1910 nach Dublin verlegte, endete die amerikanische Episode in Connollys Leben.

### Vorbereitung auf den Aufstand
In der Irish Transport and General Workers’ Union war er ein enger Vertrauter von James Larkin. Als Antwort auf die Aussperrung 1913 gründete er die Irish Citizen Army (ICA), eine bewaffnete, gut trainierte Gruppe zum Schutz von Arbeitern und Streikenden. Obwohl ihre Zahl nur etwa 250 Mann betrug, kam schnell die Idee der Gründung einer unabhängigen, sozialistischen Republik Irland auf.
Connolly distanzierte sich von der in seinen Augen bourgeoisen Führung der Irish Volunteers. 1916 glaubte er nicht daran, dass sie willens seien, entscheidende Handlungen gegen das Vereinigte Königreich in Gang zu setzen. Daher sah er sich genötigt, sie unter Zugzwang zu setzen, indem er die Bereitschaft signalisierte, notfalls nur seine kleine Truppe dem Britischen Empire entgegenzuwerfen.
Davon erfuhren die Mitglieder der Irish Republican Brotherhood, die die Volunteers unterwandert hatten und planten, sie in jenem Jahr als Waffe einzusetzen. Um Connolly von vorschnellem Handeln abzubringen, trafen ihn die IRB-Führer, darunter Thomas James Clarke und Patrick Pearse, um die Möglichkeiten einer Übereinkunft auszuloten. Eine angebliche Entführung durch die IRB wurde später dementiert; das entsprechende Gerücht beruhte vielleicht auf einem Wortspiel. Tatsächlich verschwand er für drei Tage, ohne jemandem davon zu erzählen. Bei diesem Treffen beschlossen ICA und IRB, am Ostermontag 1916 gemeinsam auf den Plan zu treten.
Am 24. April 1916 war Connolly Kommandant der Dubliner Brigade der Irish Volunteers. Diese Brigade war die einzige, die in diesem Aufstand eine bemerkenswerte Rolle spielte. Etwa eine Woche nach der Unterzeichnung der Kapitulation wurde Connolly an einen Stuhl gefesselt im Innenhof des Kilmainham Gaol hingerichtet – zum Stehen war er zu schwer verwundet.

### Resümee
Sein Vermächtnis an Irland ist in erster Linie sein Beitrag zu einer marxistischen Reflexion des irischen Nationalbewusstseins und die Entwicklung eines revolutionär-sozialistischen irischen Republikanismus, der die irische Unabhängigkeitsbewegung bis in die heutige Zeit hinein beeinflusst. Noch heute gibt es eine Irish Republican Socialist Party, die sein Erbe beansprucht, genauso wie eine Socialist Party, eine Communist Party of Ireland (deren Jugendorganisation seinen Namen trägt: Connolly Youth Movement), eine Workers Party of Ireland (Arbeiterpartei Irlands) sowie eine Labour Party. Seine Schriften weisen ihn als überzeugten marxistischen Denker aus, was nicht unumstritten ist. Einige seiner Schriften richten sich auch gegen den bourgeoisen Nationalismus derjenigen, die sich selbst als irische Patrioten betrachten.

## Denkmäler, Namensgebung

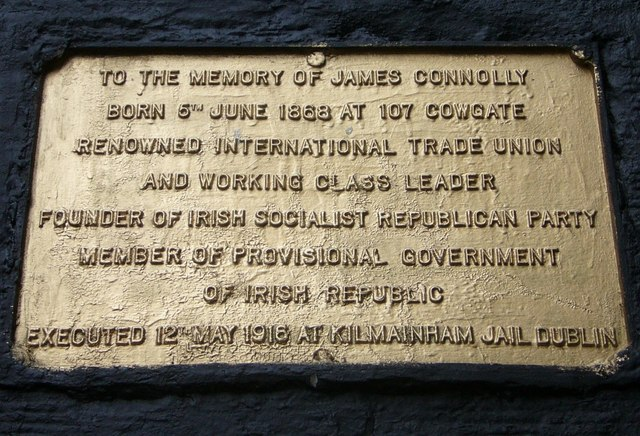
Gedenktafel in Edinburgh

- Chicago: Union Park, in der Nähe des Gewerkschaftslokals der United Electrical Workers und der Industrial Workers of the World
- Dublin: Statue vor der Liberty Hall, Beresford Place, in der sich die Büros der Gewerkschaft SITPU befinden. Der Bahnhof Connolly Station und das Krankenhaus Connolly Hospital, Blanchardstown sind nach James Conolly benannt.
- Edinburgh: Gedenkplakette an der George IV Bridge arch, Cowgate
- New York: Statue im Riverfront Park in Troy, eröffnet am 17. August 1986. Die Ortsgruppe der IWW in Upstate New York nennt sich James Connolly Upstate New York Branch[7]

Die Connolly Association, eine sozialistische Organisation irischer Emigranten, ist nach James Connolly benannt.